# Ificlo (figlio di Filaco)
Ificlo (in greco antico Ἰφικλής Iphiklḕs) è un personaggio della mitologia greca, nativo della Tessalonica e figlio di Filaco e Climene.

## Mitologia
Padre di Protesilao e Podarce avuti da Diomedea o da Astioche. 

Fu curato dall'infertilità da Melampo a cui diede come ricompensa un branco di buoi.
Ificlo aveva un fratello di nome Climeno che con lui risulta tra i partecipanti alla spedizione degli Argonauti nel periodo in cui navigarono verso la Colchide e nella ricerca del Vello d'oro.